# نشریات ایمجین
انتشارات ایمجین یا نشریات ایمجین (به انگلیسی: Imagine Publishing) یک شرکت در زمینه نشر مجله است که مجلات زیادی در زمینه بازی ویدئویی، رایانش، خلاقیت و سبک زندگی منتشر کرده‌است.

## تاریخچه
این شرکت در ۱۴ مه ۲۰۰۵ با سرمایه‌های خصوصی توسط استیون بوید و مارک کندریک تأسیس شد، همه از مدیران سابق انتشارات پاراگون بودند و در ۶ ماه اول تجارت با یک مجموعه اصلی از شش عنوان بازی و محاسبات خلاقانه راه اندازی شد. در ۲۱ اکتبر ۲۰۱۶ به شرکت فیوچر پی‌ال‌سی تحویل داده شد.
در ماه مه ۲۰۰۶، نشریات ایمجین اولین کتاب فروشی خود را راه اندازی کرد که در ابتدا بر روی محتوای فناوری برای فتوشاپ و مک تمرکز داشت. این نمونه کارها با توزیع جهانی، به ویژه در ایالات متحده و استرالیا، به یکی از نقاط قوت ایمجین تبدیل می‌شود.
مجموع ۹۱۱ در سال ۲۰۰۸ از ۹ نشریات خریداری شد و برای نشان دادن اینکه مدل انتشاراتی ایمجین می‌تواند در هر بازاری، نه فقط در فناوری استفاده شود، خریداری شد.
سال ۲۰۰۹ مهمترین و موفقیت آمیزترین مجله جدید این شرکت را راه اندازی کرد - How It Works، که به سرعت به عنوان گل سرسبد ایمجین تبدیل شد و راه را برای ایجاد یک بخش دانش کامل هموار کرد. How It Works حاصل فکر CD مارک کندریک بود که عشق او به کتاب‌های دهه ۷۰ لیبرد تمایل به ایجاد یک مجله جدید آموزشی برای خانواده‌ها را که دارای تصویر زیبا و ساده قابل فهم است، به‌وجود آورد.
با همکاری شرکت پیکسل مگ، ایمجین به دومین ناشر تبدیل شد که کل نمونه کارهای خود را به عنوان نسخه‌های دیجیتالی در آیفون یا آیپد برای راه اندازی ایالات متحده در مارس ۲۰۱۰ منتقل می‌کند.
ایمجین سومین عنوان جهان را برای سیستم عامل اندروید - مجله اندروید در سال ۲۰۱۱ و پس از آزمایش‌های موفقیت‌آمیز نشریات بوکیزین در این زمینه راه اندازی کرد.
در ۲۰۱۱ همچنین با ارائه یک آی‌پد رایگان یا جایگزین پول نقد، به انتشار بیشتر به انتشار دیجیتال پرداخت.
در سال ۲۰۱۵ این شرکت با مجله ریل کریم وارد بازار جدیدی شد. برای جشن دهمین سال انتشار، آی‌پد حکاکی شده رایگان به همه کارکنان ارائه شد.
دو مجله نهایی در سال ۲۰۱۶ راه اندازی شده‌است، تاریخچه رویال در آوریل و کاوش تاریخ در ماه مه.